# Institutos y sociedades misioneros religiosos
Una orden misionera es una orden religiosa católica dedicada al trabajo activo misionero. Ninguna orden religiosa católica fue fundada para ese propósito, pero todas las órdenes mendicantes han estado activas en este campo y otras también, especialmente los jesuitas, cuyos miembros incluyen misioneros destacados como San Francisco Javier y Matteo Ricci. Incluso las órdenes monásticas habían participado y todavía participan en los esfuerzos misioneros, al igual que, por ejemplo, los benedictinos a quienes el Papa Gregorio I envió a evangelizar a los anglos.
Una congregación misionera es una congregación religiosa dedicada a la obra misionera activa. Algunas como las de los Padres Maristas tienen ese campo de trabajo como el propósito para el que fueron fundadas.
Una sociedad misionera católica es una sociedad de vida apostólica dedicada al trabajo misionero activo. Órdenes y congregaciones son clases de institutos religiosos, pero las sociedades de vidas apostólicas, si bien son similares, son de carácter definido en el que sus miembros no tienen los votos religiosos. Las sociedades de misiones incluyen a la Sociedad de las Misiones Extranjeras de París, al Pontificio Instituto Misiones Extranjeras, a los Misioneros de la Preciosísima Sangre, a la Sociedad Misionera de San Columbano y a la Sociedad de las Misiones Extranjeras Católicas de América.